# Pan Skeffington
Pan Skeffington (ang. Mr. Skeffington) – amerykański film z 1944 w reżyserii Vincenta Shermana, oparty na powieści pod tym samym tytułem autorstwa Elizabeth von Arnim.

## Opis fabuły
Rok 1914. Piękna Fanny Trellis (Bette Davis) postanawia wyjść za mąż za bankiera pochodzenia żydowskiego Joba Skeffingtona (Claude Rains), aby uratować od finansowych problemów swojego brata. Niestety, jej ukochany brat ginie we Francji w czasie I wojny światowej. Zainteresowanie Fanny mężem maleje, podobnie jak uczucie do ich wspólnej córeczki. Ich związek kończy się rozwodem. Job z córką wyjeżdża do Europy. Nazizm w Niemczech i dramatyczne wydarzenia tam zachodzące, zmieniają diametralnie losy Joba. Fanny w międzyczasie zapada na błonicę i traci bezpowrotnie swoją urodę. Po tych dramatycznych latach, Fanny i Job znów się spotykają, bogatsi w życiowe doświadczenia.

## Obsada
- Bette Davis jako Fanny Trellis Skeffington
- Claude Rains jako Job Skeffington
- Walter Abel jako George Trellis, kuzyn Fanny
- Richard Waring jako Trippy Trellis, brat Fanny
- Marjorie Riordan jako Fanny jr, córka Fanny i Joba w wieku dorosłym
- Jerome Cowan jako Edward Morrison
- John Alexander jako Jim Conderley
- Peter Whitney jako Chester Forbish
- Bill Kennedy jako Bill Thatcher

## Nagrody i wyróżnienia
- Nominacja do Oscara dla najlepszej aktorki pierwszoplanowej (Bette Davis)[2]
- Nominacja do Oscara dla najlepszego aktora drugoplanowego (Claude Rains)[2]